# Ludwig von Tübingen
Pfalzgraf Ludwig von Tübingen († 1294) war Graf von Horb.
Er war der jüngste Sohn des Pfalzgrafen Hugo IV. von Tübingen. Im Jahre 1287 verkaufte er einen Hof, eine Kapelle und die Zehntscheuer an das Kloster Kniebis. Er hat im Juli 1289 eine Auslandsreise in Angelegenheiten des Königs Rudolf angetreten, das heißt, er hat vermutlich an dem Heereszug gegen den Grafen Otto von Burgund teilgenommen. Im gleichen Jahr schenkte er den Ort Huzenbach an das Kloster Reichenbach.
Er starb unverheiratet, nach seinem Tod gelangte Horb über seine mit Burkhard IV. von Hohenberg verheiratete Schwester Luitgard an die Grafen von Hohenberg.